# 外国人犯罪
外国人犯罪（がいこくじんはんざい）は、外国人による犯罪のことである。

## 外国人の犯罪一般についての研究
外国人の犯罪一般についての言説は、しばしば、移民や外国人に対する否定的な感情と結びついて語られやすい傾向があるが、米国等での定量的な研究では、外国生まれであることは全体的に犯罪と負の関係があり、暴力犯罪や器物犯罪を犯すこととは有意な関係がないことが示されている。
国内の都道府県別の分析を行った功刀らの研究によれば、「地域によるアジア人全体を見ると、全都道府県データではアジア人比率の増加によって日本刑法犯罪率増加することが分かった。しかし大都市圏データ、外国人の多い都道府県データでの分析ではアジア人比率の増加は刑法犯罪率を減少させることが分かった」という。 
Yamamoto & Johnson(2014)によれば、日本における外国人犯罪の研究は、諸外国における移民と犯罪の研究が犯罪の性質や程度について多角的に分析されているものが多い状況と比べて、基本的な研究が難しい状況にあるという。「日本における起訴と刑罰は、国籍によって多少の格差があるように見えるが、利用可能なデータがあまりにも限られているため、その性質や大きさについて自信を持って結論を出すことができない」という。たとえば、来日外国人による裁判においては、執行猶予がつくケースが多いが、もし執行猶予がつかない場合は長い懲役になる傾向が見受けられる。この特徴が、差別的な要因によるものなのか、それとも犯罪パターンの違いによるものなのか、あるいはその両方によるものなのかは、現状のデータでは結論づけられないという。また、日本においては、犯罪の取締りと、移民の取締りが混ざってきている傾向が顕著にうかがえ、犯罪言説における外国人犯罪の存在感の大きさと実際の来日外国人の検挙者数（日本全体の2%）、受刑者数（全体の5%）の間には、開きがある。日本の外国人犯罪言説には、外国人嫌悪、警察庁等の施策、日本の移民政策等の歴史が絡まり合っており複雑な様相を呈しているが、これらの複雑な状況を検証するためにはより詳細なデータを整備していくことが必要であるという。

## 世界における外国人（移民）犯罪
移民や外国人による犯罪の発生率は一般に高い傾向にある。

### 米国
移民研究所の2009年のレポートでは「新しい政府のデータを使ったところ、移民の犯罪率は高くなった」としている。 一方、移民の犯罪率は低いというデータを提供した研究者もいる。

### ヨーロッパ
反移民運動が、いくつかのヨーロッパの国々においては目立っている。とりわけ、21世紀初期のオランダ、スカンジナビア地域の国々、スイスなどで目立った。移民による犯罪は、これらの国々における大きな政治的論点となっており、特にこうした地域のデータは、移民の経済・社会動態的要因からのデータよりも、統計のとり方や解釈の枠組みの議論自体が「民族」を単位にしたものがとりあげられやすい傾向が見られ、ナショナリスティックな政治問題として構成されやすい状況になっている。

#### スペイン
スペイン国立統計局 (INE) の2008年の調査では、外国人の人口に占める割合は15%だが、犯罪全体の30%が外国人による犯罪であるとしている。
移民による犯罪率は実質的に高くなっているが、スペインの応用経済学研究財団 (FEDEA) によるレポートでは、この理由を、民族的・社会的要因などよりも経済的要因がもっとも大きく影響がある、としている。
移民として到着した人間は、財産を保護し、自らの生計を立てる手段として、ドラッグや不正取引といった行為に手を染めることに結果として陥ることがある。非移民にとっては、そのような手段をとらずとも、言語的問題もなく（公用語が喋れる）、国内の人脈（家族・友人）などによって就労・結婚・実家に住まうことなどにより経済的問題を解決する方法が多様だが、移民には経済的な選択肢が相対的に乏しく、結果として犯罪に関わる率が上昇する。これは裏返せば、すでに財産があり、経済的な問題を抱えていない裕福な移民においては、犯罪発生率はさほど高くならないということでもある。
実際に、レポートではアメリカ、非EUのヨーロッパ諸国、アフリカからの移民においても経済的に裕福かどうか、ということが人種・年齡といったような要素よりも犯罪発生率に大きく影響していることが明らかにしている。そして、このレポートでは、移民の労働市場の条件を変えることこそが、その他の取り組みよりも、移民の犯罪問題の解決にとって重要である、という主張がなされている。（ただし、これはスペインの犯罪統計データをもとにしたものに過ぎない、という限界も述べられている）
また、計量経済的分析は、民族運動や法的な問題などの、他の要因による説明を排するものではない。文化的差異は、統計的にも検出することができ、スペイン内における移民コミュニティは、スペインの刑法体系とは明らかに別の価値体系をもっていることはわかっている、という。

#### フランス
2006年の調査では、移民の犯罪率は統計上有意に多いという。とりわけ失業者において高い傾向があり、移民の劣悪な社会経済的な条件が背景にあるものと捉えられている。また、失業状態にある移民の犯罪率は、失業中の非移民よりも、より高い傾向がある。

#### イギリス
2007年の報告によれば、移民が多いロンドンでは、5分の1以上の解決済みの事件が移民によるものである。
2008年の報告によれば、東ヨーロッパからの移民の犯罪率は、非移民系のイギリス人とあまり変わらない。

#### ドイツ
ドイツでも、統計上目立っている。ベルリンにおいては、若い男性の移民による暴力犯罪は、純粋なドイツ人の3倍になるという。デュイスブルクはベルリンのような移民が多い都会だが、犯罪の問題がない。

#### スイス
2019年、スイスにおいては、71.4%の囚人がスイスの市民権をもっていない。
こうした背景もあり、外国人犯罪を意味するAusländerkriminalitätという用語が1990年台から政治問題とされ、2007年9月には、スイス人民党のポビュリスト政治家によって「外国人犯罪者たちの強制送還をすすめよう！」という「黒い羊」キャンペーンが行われ、世界的に取り上げられた。 

#### オランダ
「白人のオランダ人(White Dutch)」ではない若年層が、「白人のオランダ人」よりも、警察と関わりあいになることが相対的に多く、重大犯罪などの被疑者とされる率も多い。ロッテルダムに在住するモロッコ系オランダ人の18歳〜24歳の若者は、その半数が警察から犯罪に関わる嫌疑をかけられているという。
ロッテルダム在住の若いアンティル系人、スリナム人は特に犯罪統計では注目され、彼らのうちの40%は嫌疑にかけられている。一方で、生来のオランダ人の18歳〜24歳の若者では18%程度が犯罪に関して警察から何らかの嫌疑をかけられている。
2009年のある調査によれば、447件の犯罪で、重大犯罪の被疑者となっている12歳〜17歳の人間のうち、63%が白人オランダ人以外の親から生まれた子供であるというデータがある。ただしこの調査は、非白人オランダ人の差別問題の専門家からの検証を受けたデータではない。
2002年の警察のデータによれば、37.5%の犯罪が非オランダ系の外国人（およびその第二世代の子供）によるものであり、移民の犯罪率はオランダ人の約二倍になっているという。とりわけ、被疑者となる率が高いのは、移民の第一世代および第二世代の非西欧系の男性であるという。西欧系の移民の犯罪率については生来のオランダ人のそれと限りなく近い。

#### スウェーデン
スウェーデンにおいても外国人犯罪は目立っている。1997年〜2001年にかけての調査によれば、152万件の犯罪被疑者のうち25%が外国生まれの者、20%がスウェーデン生まれだが外国人を祖先に持つ者だという。この調査では、命にかかわる傷害事件や強盗などの重大犯罪の容疑かけられている率が、非スウェーデン系民族の移民は、スウェーデン系民族よりも4倍にのぼっているという。また暴行では3倍、性犯罪では5倍だという。特に北アフリカおよび、西アジア系の移民が目立っている。

#### フィンランド
公の統計によれば、27%のレイプが、外国人によって引き起こされたものだという（フィンランド内における外国人の率は、全人口の2.2%）。一方で、レイプ・サポート・ヘルプラインの「Tukinainen」の報告によれば、全体の6%および10歳〜20歳のうちの11%の相談者が、強姦犯が外国人であったと述べている。 加えて、フィンランドの強姦犯は被害者と知人であることが多く、実際に報告されないものが多い。また、外国人と一概に言っても、外国人の国籍によるバラツキは大きい。

#### ノルウェー
ノルウェーでは2001〜2004年の時期で重大犯罪の被疑者になる移民の率は、非移民よりも約0.5%ほど多い。特には、コソボ、モロッコ、ソマリア、イラク、イラン、チリなどからの移民では2%以上にのぼる。一方で、非移民の率は0.7%程度である。特に、性犯罪で目立っており、2010年のニュースで、オスロ警察のスポークスマンは、2007年〜2009年のオスロでの強姦事件はいずれも非西欧移民によるものだと述べた。しかし、これは実は解決済みの4件の事件の加害者についてのみの話であり、16の未解決事件のうち4件の加害者はノルウェー人だった。同報告では、152件のうち、加害者が特定された131件では、45.8%がアフリカ系、中東系、アジア系。54.2%がノルウェーおよび他のヨーロッパ諸国、アメリカ系であるという。またそのうち、肉体的暴行を含むレイプでは、さらに深刻であり、152件のケースのうちの6件、131件の同定済みの5件においては、5件とも、アフリカ、中東、アジア系だった。

#### デンマーク
デンマークの統計によれば、難民およびその子孫の犯罪率は、社会経済的な背景を考慮しても、男性の人口全体平均よりも、73%ほど高い。Metodecentret（革新・方法論センター）の2006年のレポートによれば、移民の若者の7割は若者向け保護施設での就役をしており、そのうち4割が難民でもあるという。

### オーストラリア
オーストラリアにおける信頼できる外国人犯罪に関するデータは監獄におけるデータのみである。
このデータによれば、レバノン人、ベトナム人、ニュージーランド人が外国人犯罪においては目立ったグループとなっている。イタリア人、ギリシャ人、イギリス人はオーストラリア人とくらべても、犯罪が目立たない。
警察の統計では、スーダン人、ソマリア人のビクトリア州コミュニティは5倍の犯罪発生率となっている。

### 日本における外国人犯罪

#### 2000年代から現在までの主な多国籍化が進んだ外国人犯罪
日本社会も21世紀に突入すると、外国人犯罪の犯罪傾向に1990年代全般と比較した場合に変化が見受けられるようになった。犯罪内容は1990年代初頭から叫ばれるようになった地下銀行や、不法滞在を既成事実化して不法就労を目的とした偽装結婚の犯罪傾向が2000年代に入ると、より深化・巧妙化するようになった。外国人犯罪でも1990年代中期から叫ばれ始めた自動車の窃盗事件では、犯行後に直接に外国への不正輸出というプロセスから、2000年代に入ると自動車を窃盗した後に解体というプロセスを経てから、改造後に外国に不正輸出するようになった点である。
愛知県警察本部と岐阜県警察本部はナイジェリア人10人とカナダ人、日本人の合計12人を詐欺罪で摘発した。海外のナイジェリア人組織からデータなどを入手してクレジットカードを偽造。2009年まで3年間に電化製品を大量に騙し取って換金した。
千葉県警察本部と埼玉県警察本部は2007年11月までにナイジェリア人の男を合計14人を組織的犯罪処罰法違反などで摘発した。2005年ごろから日本人数人に多数の銀行口座を開設させて、西ヨーロッパ諸国やアメリカ合衆国、カナダで騙し取った金を入金した。日本国内で現金を引き出し続けて、西ヨーロッパ諸国やアメリカ合衆国、カナダに送金するマネーロンダリング（資金洗浄）を繰り返していた。
埼玉県警察本部と茨城県警察本部、栃木県警察本部は2008年10月までにパキスタン、英国、カメルーン、スリランカ、日本国籍の合計30人を窃盗罪で摘発した。2002年から2008年10月までに、パキスタン、英国、カメルーン、スリランカ、日本の様々な国籍を持つ犯罪者のグループは、首都圏で自動車や建設重機械など500件以上の窃盗を繰り返して、「ヤード」と呼ばれる自動車解体施設で解体して輸出していた。
2008年9月には偽の商談で誘い出され南アフリカを訪れた日本人がナイジェリア人と南アフリカ人の犯罪グループに拉致監禁され男性の務める会社に身代金を要求する事件が発生、身代金を要求するメールはアメリカから送信されていた。なお男性は2日後に救出、犯人7人が逮捕された。
警視庁と大阪府警察本部、宮城県警察本部と奈良県警察本部は中国人、フィリピン人と日本人のグループを詐欺罪で摘発した。1都2府11県の中国系のエステ (風俗店)などで「スキミング」と呼ばれる手口でクレジットカードのデータを盗み、これを元に偽造したクレジットカードで電化製品を騙し取り換金することを繰り返していた。2009年11月までに中国人、フィリピン人、日本人の合計42人を詐欺罪などで摘発した。

#### 統計
外国人犯罪に関しては警視庁の捜査活動による統計等が発表され、等公的機関他や一般の学者がその統計を分析している。
外国人犯罪は、増減を繰り返しながら現在の規模に至り、1995年をピークを境に減少を続けている。その他の外国人である在日外国人のよる犯罪は1980年の約1万人から2018年の約4,200人に減少している。来日外国人は昭1980年は1,000人以下であったが2005年に約1万人に上昇、それがピークとなり2018年には6,000人と減少が続いている。

#### 日本国内の外国人犯罪例
- 福岡一家4人殺害事件
- 広島小1女児殺害事件
- 熊谷連続殺人事件
- イラン人麻薬密売事件
- 在日アメリカ軍将兵が起こした事件については防衛不祥事を参考。
- 拉致事件については北朝鮮による拉致事件を参考。

#### 来日・在日外国人の定義
来日外国人の定義は「定着居住者・在日米軍関係者・在留資格不明の者」を除いた者であり、留学・就学・技能実習・興行・短期滞在ビザ等で在留する外国人が該当する。
警察庁の定義に在日外国人の定義は無いが本項では「定着居住者（特別永住者、永住者、永住者の配偶者等の在留資格を有する者）・在日米軍関係者・在留資格不明の者」とされるその他の外国人を便宜的に在日外国人と定義する。
警察庁統計より。

##### 外国人の犯罪率に関しての諸報告
警察庁によると、2022年においては、刑法犯は全検挙人員169,409人であり、来日外国人の検挙人員は5,014人であるので、来日外国人の検挙人員は全体の2.96%である。在日外国人の検挙人員は3,688人であるので刑法犯の割合は2.17%である（いずれも交通業過を除く）。
なお緩やかに増加していた外国人犯罪は1998年から2004年まで急増し、2004年から2007年までは増加基調であったがそれを境に減少、2020年は1万3千件ほどである。

#### 来日・在日外国人の検挙人員
|        |            | 全ての外国人 | 来日外国人 | その他の外国人（在日外国人） |
| 2012年 | 刑法犯     | 10,419       | 5,423      | 4,996                        |
| 2012年 | 特別法犯   | 5,367        | 3,726      | 1,641                        |
| 2012年 | 総数       | 15,786       | 9,149      | 6,637                        |
| 2013年 | 刑法犯     | 10,552       | 5,620      | 4,932                        |
| 2013年 | 特別法犯   | 6,081        | 4,264      | 1,817                        |
| 2013年 | 総数       | 16,633       | 9,884      | 6,749                        |
| 2014年 | 刑法犯     | 10,519       | 5,787      | 4,732                        |
| 2014年 | 特別法犯   | 6,801        | 4,902      | 1,899                        |
| 2014年 | 総数       | 17,320       | 10,689     | 6,631                        |
| 2015年 | 刑法犯     | 11,046       | 6,187      | 4,859                        |
| 2015年 | 特別法犯   | 5,435        | 3,855      | 1,580                        |
| 2015年 | 総数       | 16,481       | 10,042     | 6,439                        |
| 2016年 | 刑法犯     | 10,750       | 6,097      | 4,653                        |
| 2016年 | 特別法犯   | 5,610        | 4,012      | 1,598                        |
| 2016年 | 総数       | 16,360       | 10,109     | 6,251                        |
| 2017年 | 刑法犯     | 10,580       | 6,113      | 4,467                        |
| 2017年 | 特別法犯   | 6,323        | 4,715      | 1,608                        |
| 2017年 | 総数       | 16,903       | 10,828     | 6,075                        |
| 2018年 | 刑法犯     | 10,065       | 5,844      | 4,221                        |
| 2018年 | 特別刑法犯 | 6,776        | 5,238      | 1,538                        |
| 2018年 | 総数       | 16,841       | 11,082     | 5,759                        |
| 2019年 | 刑法犯     | 9,603        | 5,563      | 4,040                        |
| 2019年 | 特別刑法犯 | 7,538        | 6,092      | 1,446                        |
| 2019年 | 総数       | 17,141       | 11,655     | 5,486                        |
| 2022年 | 刑法犯     | 8,702        | 5,014      | 3,688                        |
| 2022年 | 特別刑法犯 | 5,726        | 4,534      | 1,192                        |
| 2022年 | 総数       | 14,428       | 9,548      | 4,880                        |
| ------ | ---------- | ------------ | ---------- | ---------------------------- |

|        | 1位              | 2位              | 3位              | 4位              | 5位            |
| 2012年 | 中国 (3,881)     | 韓国 (1,015)     | フィリピン (789) | ベトナム (661)   | ブラジル (599) |
| 2013年 | 中国 (4,232)     | ベトナム (1,118) | 韓国 (938)       | フィリピン (760) | ブラジル (519) |
| 2014年 | 中国 (4,586)     | ベトナム (1,548) | フィリピン (803) | 韓国 (802)       | ブラジル (482) |
| 2015年 | 中国 (3,815)     | ベトナム (1,967) | フィリピン (833) | 韓国 (696)       | ブラジル (461) |
| 2016年 | 中国 (3,409)     | ベトナム (2,179) | フィリピン (772) | 韓国 (622)       | ブラジル (469) |
| 2017年 | 中国 (3,374)     | ベトナム (2,549) | フィリピン (784) | 韓国 (553)       | ブラジル (529) |
| 2018年 | 中国 (3,221)     | ベトナム (2,924) | フィリピン (771) | 韓国 (543)       | ブラジル (484) |
| 2019年 | ベトナム (3,365) | 中国 (3,162)     | フィリピン (746) | タイ (509)       | ブラジル (508) |
| 2022年 | ベトナム(3,432)  | 中国(2,520)      | フィリピン(673)  | ブラジル(561)    | タイ(403)      |
| ------ | ---------------- | ---------------- | ---------------- | ---------------- | -------------- |

|        | 1位          | 2位          | 3位              | 4位              | 5位            |
| 2012年 | 韓国 (3,448) | 中国 (1,414) | フィリピン (417) | ブラジル (385)   | ベトナム (113) |
| 2013年 | 韓国 (3,254) | 中国 (1,549) | フィリピン (516) | ブラジル (401)   | ベトナム (129) |
| 2014年 | 韓国 (3,092) | 中国 (1,522) | フィリピン (527) | ブラジル (459)   | ベトナム (127) |
| 2015年 | 韓国 (2,943) | 中国 (1,440) | フィリピン (486) | ブラジル (469)   | ベトナム (132) |
| 2016年 | 韓国 (2,834) | 中国 (1,398) | フィリピン (465) | ブラジル (443)   | ベトナム (170) |
| 2017年 | 韓国 (2,673) | 中国 (1,361) | フィリピン (489) | ブラジル (456)   | ベトナム (152) |
| 2018年 | 韓国 (2,520) | 中国 (1,365) | ブラジル (419)   | フィリピン (418) | ベトナム (106) |
| 2019年 | 韓国 (2,301) | 中国 (1,204) | ブラジル (463)   | フィリピン (441) | ベトナム (129) |
| 2022年 | 韓国(1,893)  | 中国(1,207)  | ブラジル(462)    | フィリピン(406)  | ベトナム(121)  |
| ------ | ------------ | ------------ | ---------------- | ---------------- | -------------- |

|        | 1位              | 2位              | 3位              | 4位          | 5位               |
| 2012年 | ブラジル (1,865) | ベトナム (1,198) | フィリピン (928) | 中国 (272)   | ロシア (185)      |
| 2013年 | ブラジル (1,915) | ベトナム (1,324) | フィリピン (701) | 中国 (322)   | ロシア (149)      |
| 2014年 | ブラジル (1,492) | ベトナム (1,246) | フィリピン (436) | 中国 (190)   | ロシア (158)      |
| 2015年 | ブラジル (1,355) | ベトナム (1,061) | フィリピン (310) | ロシア (129) | 中国 (76)         |
| 2016年 | ブラジル (1,271) | ベトナム (932)   | フィリピン (222) | ロシア (91)  | インドネシア (63) |
| 2017年 | ブラジル (1,253) | ベトナム (825)   | フィリピン (185) | ロシア (88)  | インドネシア (53) |
| ------ | ---------------- | ---------------- | ---------------- | ------------ | ----------------- |

|        | 1位        | 2位              | 3位              | 4位              | 5位              |
| 2012年 | 韓国 (704) | タイ (219)       | 中国 (217)       | ベトナム (216)   | フィリピン (205) |
| 2013年 | 韓国 (676) | フィリピン (247) | 中国 (239)       | ブラジル (221)   | タイ (216)       |
| 2014年 | 韓国 (664) | ブラジル (262)   | フィリピン (242) | 中国 (232)       | タイ (227)       |
| 2015年 | 韓国 (643) | ブラジル (270)   | 中国 (216)       | フィリピン (212) | タイ (172)       |
| 2016年 | 韓国 (625) | ブラジル (245)   | 中国 (201)       | フィリピン (191) | タイ (168)       |
| 2017年 | 韓国 (593) | ブラジル (238)   | フィリピン (188) | 中国 (186)       | タイ (159)       |
| ------ | ---------- | ---------------- | ---------------- | ---------------- | ---------------- |

#### 来日外国人による犯罪
来日外国人の検挙件数の推移
2022年の来日外国人検挙人員数の最多はベトナム人で3,432人、2位が中国人で2,520人、3位がフィリピン人で673人となっている。来日外国人犯罪は1980年以降増加していたが、90年代以降、来日外国人の総数は急増すると、検挙数も急増した。近年は来日外国人が増加の一方、犯罪検挙数が減少傾向にある。
平成19年度（2007年4月～2008年3月）の国際犯罪対策に関する統計等（警察庁）によれば、近年のデータを含む長期的な検挙状況の推移では直近の5年間（2003年～2008年）の総検挙件数が約4万2千件（1998年～2002年）と比較し3割増加しており、前前期（1993年～2001年）との比較では7割もの増加を記録しており、昭和まで遡ると約4800件、現在は8倍近い増加となっている。
来日外国人犯罪者が複数犯罪を犯す傾向にあることが浮き彫りになっている。来日外国人犯罪者の罪名で多いのは、刑法犯では窃盗、暴行、遺失物横領の順であり、特別法犯では入管法違反が半数以上を占め、覚醒剤取締法違反、大麻取締法違反、風営適正化法の順である。
犯罪状況は以下の通り。

##### 来日中国人による犯罪
警察白書によると、来日中国人犯罪は、1987年以降2017年まで、国籍別1位となり、凶悪犯罪も数多く発生した。検挙状況は、2004年に9,252人 (42.4％) で16,950件 (36％) 、2005年に8,691人 (41％) で17,006件 (35.5％) であり、ピークに達したが、以降緩やかに減少に転じた。
来日ベトナム人についで多く来日外国人犯罪者の27.1%を占める。

##### 来日ブラジル人による犯罪
2022年の外国人犯罪の自動車窃盗はブラジル人が47件と2番目だった。

##### 来日ベトナム人による犯罪
2022年（令和4年）の来日外国人検挙件数で3,432人、来日外国人犯罪者の35.9%を占める。万引きでは73.5%と外国人犯罪で最も高い割合となっている。

##### 来日韓国・朝鮮人による犯罪
武装した上で強引なスリを行う武装すり団や、日本の500円硬貨と似た500ウォン硬貨を変造し、自販機等で両替を狙う犯罪グループ等が社会問題となった。

#### 在日外国人による犯罪
警察庁統計における在日外国人の定義は「定着居住者（特別永住者、永住者、永住者の配偶者等の在留資格を有する者）・在日米軍関係者・在留資格不明の者」である。留学ビザや就労ビザなどの入国者はこれに含まない。
2022年の在日外国人検挙人員数の最多は韓国・朝鮮人で1,893人、2位が中国人で1,207人、3位がブラジル人で462人となっている。

##### 在日韓国・朝鮮人による犯罪
在日韓国朝鮮人の犯罪件数は、来日ベトナム人、来日中国人の犯罪件数の次に多い。特別永住者の人口減少により、在日韓国朝鮮人の犯罪件数は近年、減少傾向にある。
森田芳夫「数字からみた在日朝鮮人」（『外務省調査月報』第1巻第9号 1960年12月）によると、当時の在日朝鮮人の犯罪率は日本人と比較して5倍とされている。若槻泰雄『韓国・朝鮮と日本人』によると10倍前後と高い水準とされている。若槻泰雄著『韓国・朝鮮と日本人』では、当時の在日朝鮮人の失業率の高さと、戦後の朝鮮人犯罪の多発によって治安が悪化したこと、それによって在日朝鮮人に対する日本人の悪感情が増大した事の関連性が指摘されている。
1959年の帰国事業に関連する公式文書『北朝鮮関連領事事務』（アジア局北東アジア課、1959年1月30日 - 8月8日）に、政府・世論共に在日韓国朝鮮人の犯罪率を問題視している旨が明記されており（日本人の6倍）、帰国事業に対する日本政府の姿勢に影響を与えていたとする指摘がなされ、この点を問題視する立場がある。

##### 在日中国人による犯罪
在日韓国・朝鮮人についで在日中国人の犯罪件数は2位である。2022年末の国外逃亡被疑者数でも中国人が25.4％（台湾・香港を含まない）、次いで日本人が18.4％となっている。こうしたヒットアンドアウェイ型の来日中国人犯罪が増加している背景に、日本でこれを支援・加担する在日不良中国人の犯罪ネットワークがあるとみられる。

##### 在日米軍人犯罪
日米地位協定によれば、被疑者がアメリカ兵の場合、現行犯でなければ容疑が濃厚であるとして日本側捜査機関が逮捕状をとっても、身柄を日本側に引き渡せるのは起訴後であり、それまでは逮捕はできないとされている。そのため、その内容が明らかにアメリカ側に有利なものであり、日本国民が犯罪行為によって被害を受けるという事態であっても、起訴までの間に充分な捜査ができない不平等問題がある。実際に1995年にアメリカ海兵隊員3名が引き起こした沖縄米兵少女暴行事件では、物的証拠から関与が明らかであっても身柄が引き渡されたのは起訴後であったため、そのことが日本側にとって屈辱的であると抗議が殺到した。現在では日米地位協定については運用を改善(改正ではない)され、殺人や強姦などの凶悪な犯罪については、「好意的配慮を行う」として、被疑者の起訴前の身柄引き渡しにアメリカ軍が応じることで同意しているが、この「好意的配慮」の程度は文字通りアメリカ軍の“配慮”に委ねられているのが実情である。
2008年にも、同様の事件が起きた。
2014年にも外国人男性による日本人女性への強姦事件が起き、全国で米軍基地の撤退と在日外国人男性の祖国への強制送還を求めるデモが起きた。

#### 外国人犯罪への治安対策

##### 外国人犯罪と治安悪化の因果関係
外国人犯罪と治安悪化の因果関係についての統計を用いた議論には大きく分けて二つの主張がある。両者の違いは、犯罪全体に対する外国人犯罪の影響力と、外国人犯罪それ自体のいずれに重きを置くかという点にある。犯罪全体に占める外国人犯罪の割合が高くない（一割未満）ことから、外国人犯罪の増加と日本全体の犯罪の増加には関係が薄いと指摘する。
「外国人犯罪の凶悪化」などを挙げて外国人に対する捜査強化を求める声も根強い。これには外国人犯罪を扱ったテレビ番組の影響があるとも言われるが、「来日外国人による犯罪が多発していること」は、犯罪白書等でも公式に記されている事実である。これに対しては出入国に関するものなど日本人が犯すことができない罪が統計に加えられている、外国人は仮釈放がされにくいといった批判がなされている。日本人は捜査対象にならないという安心感が外国人に対する取締り強化を求める声に繋がっているという見方もある。在日外国人は平均年齢が低く、そして都会部に集中するため、日本人が犯すことができない罪を除けば犯罪率は日本人の都会に住む同年齢層と大きな差は無いとの見方もある。

##### 外国人に対する取締り
近年、自転車に乗っている人に警察が職務質問を行なうことが多くなっている。これは外国人がよく自転車を利用することから不法残留、パスポートまたは在留カード不携帯、自転車窃盗を一度に取り締まることに都合が良いためだと言われている。外国人の多い通りなどで職務質問が頻繁に行なわれている。

##### 国籍と犯罪
国籍別の犯罪率によってその国籍の抱える社会的問題を解消し犯罪を減らそうという前向きな意見は希であるという見解もあるが、来日・在日外国人への優遇措置が犯罪を助長しているという見方もある（特別永住者制度に対する批判、日米地位協定への批判等）。その国籍の外国人への排斥や差別に利用されることが多いという意見もあるが、ドイツのネオナチ増加の原因とされる移民への優遇措置による失業率の増加を理由とするものもある。オランダのテオ・ファン・ゴッホ暗殺のように、文化・宗教的な対立が犯罪を生むこともあり、一概に断ずることは出来ない。